# Martin P4M
Die Martin P4M Mercator (Werksbezeichnung Model 219) war ein amerikanisches Seeüberwachungsflugzeug der Glenn L. Martin Company in Middle River, Maryland.

## Geschichte
Die Martin P4M Mercator war als Nachfolger der Consolidated PB4Y Privateer vorgesehen, als die US Navy Mitte der 1940er-Jahre einen Wettbewerb für ein neues Patrouillenflugzeug ausschrieb. Um die Leistungen zu überprüfen, orderte die Navy am 6. Juli 1944 zwei als XP4M-1 bezeichnete Prototypen. Um die geforderten Flugleistungen zu erhalten, kam ein ungewöhnliches Konzept zum Einsatz. Zusätzlich zu den zwei riesigen Sternmotoren R-4360 Wasp Major von Pratt & Whitney mit je 28 in vier Reihen angeordneten Zylindern wurde im hinteren Teil der Motorengondel auch noch je ein Strahltriebwerk Allison J33 untergebracht, wobei alle Triebwerke den gleichen Kraftstoff (kein Kerosin) verwendeten. Die Strahltriebwerke wurden nur bei Bedarf (beispielsweise beim Start) zugeschaltet und besaßen einen separaten Lufteinlauf an der Unterseite der Motorengehäuse, der bei abgeschaltetem Strahltriebwerk verschlossen werden konnte. Zusätzlich waren die Tragflächen mit zwei unterschiedlichen Profilen (der innere Teil war für hohen Auftrieb, der äußere für hohe Geschwindigkeit optimiert) ausgestattet. Durch diese komplizierte Konstruktion erreichte die Mercator außergewöhnliche Flugleistungen. Da auch Minenlegen über Feindgebiet als Einsatzszenario vorgesehen war, wurde auch eine schwere Abwehrbewaffnung projektiert. Diese bestand aus jeweils einem Waffenstand mit 2 × 20-mm-Kanonen im verglasten Bug und Heck sowie einem Turm mit zwei 12,7-mm-MGs auf dem Rumpfrücken.
Der Rollout des ersten von zwei Prototypen (XP4M-1 noch mit R-4360-4- und J33-10A- bzw. -17-Triebwerken) fand am 17. Juni 1946 statt, und der Erstflug erfolgte dann am 20. September 1946 mit Cheftestpilot Pat Tibbs am Steuer. Bei der anschließenden Erprobung  zeigten sich einige Probleme. So musste der Druck des Hydrauliksystems von 2000 auf 3000 PSI erhöht werden und die Strahltriebwerke erwiesen sich als unzuverlässig. Da zusätzlich das Gegenmodell P2V Neptun von Lockheed bereits kurz vor der Serienreife stand, eine größere Reichweite besaß, günstiger zu produzieren und zudem auch noch weniger komplex aufgebaut war, bekam diese den Zuschlag für den Auftrag der Navy. Dennoch bestellte diese 1947 19 Maschinen der Serienversion P4M-1 Mercator, die nach dem Rollout der ersten Maschine am 18. Juli 1949 zwischen Juli 1949 und September 1950 ausgeliefert wurden. Nach einigen Problemen mit den Strahltriebwerken, einem Absturz ins Meer am 8. März 1951 und der Erkenntnis, dass zwei Modelle für eine Aufgabe (vor allem, da die P4M als Exot nur in zwei Staffeln eingesetzt wurde) ungünstig seien, wurden die verbleibenden 18 Maschinen für Aufgaben der elektronischen Aufklärung (ELINT) umgerüstet und nun als P4M-1Q bezeichnet. Im Februar 1951 flog die erste Maschine in dieser Konfiguration. Dabei erhielten die Maschinen je vier AN/APR-4- und AN/APR-9-Empfänger und einige zusätzliche Antennen, Verkleidungen und Geräte. Zusätzlich wurden Bedienplätze für fünf Elektronikspezialisten und einen Kommandanten eingebaut.

## Einsatz

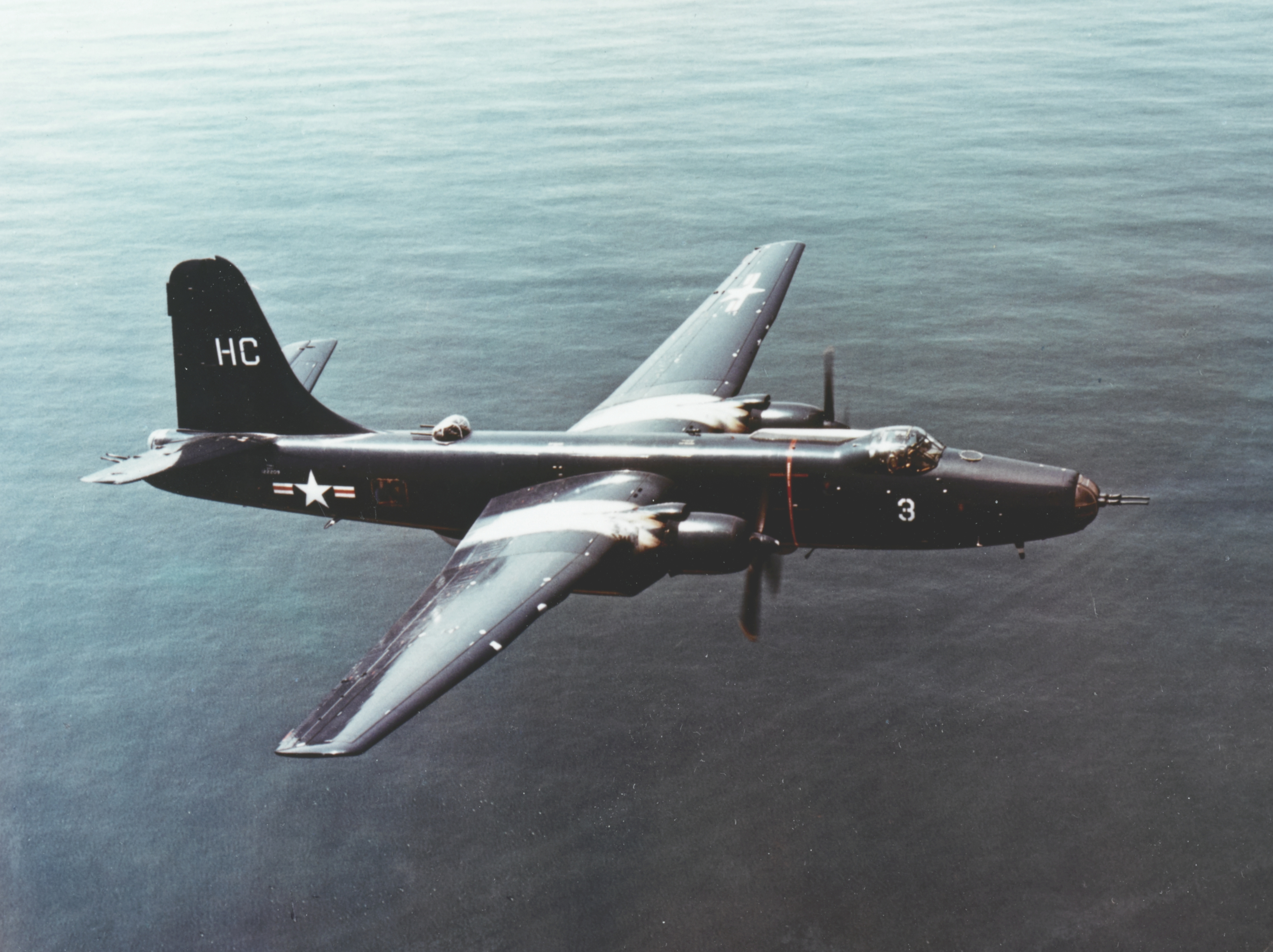
P4M-1 der Patrouillenstaffel VP-21

Eingesetzt wurden die Maschinen im Atlantik von Marokko aus und im Pazifik von den Philippinen oder Japan aus. Sie flogen dabei bis zu neun Stunden lange Einsätze an der Grenze zur Sowjetunion, China, Nordkorea und Vietnam, wobei am 22. August 1956 eine Maschine vor Shanghai von chinesischen Kampfflugzeugen abgeschossen und eine weitere Maschine am 16. Juni 1959 von zwei nordkoreanischen MiG-17 schwer beschädigt wurde und in Japan notlanden musste. Vier weitere Maschinen stürzten ohne Fremdeinwirkung ab, so dass Ende 1959 auch infolge von Ersatzteilmangels die meisten Einsätze eingestellt und am 23. Juli 1960 die letzte Maschine außer Dienst gestellt und später verschrottet wurden. Ihre Aufgaben wurden von Douglas EA-3, Lockheed WV-2Q (EC-121M) und Lockheed EP-3B übernommen.

## Technische Daten

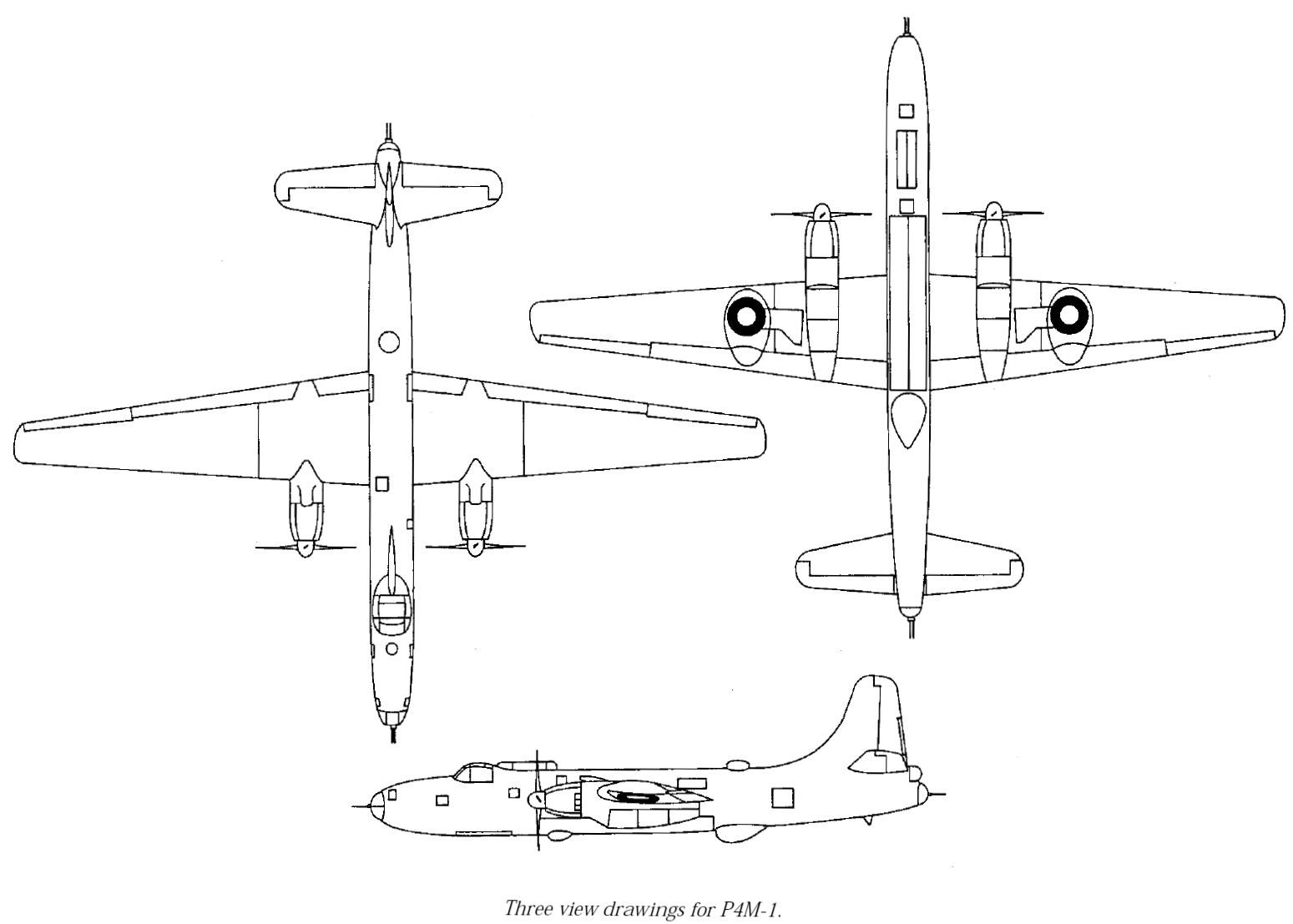
Martin P4M-1 Mercator

| Kenngröße             | Daten P4M-1Q |
| --------------------- | --- |
| Länge                 | 25,60 m |
| Spannweite            | 34,75 m |
| Tragflügelfläche      | 121,79 m² |
| Höhe                  | 7,95 m |
| Antrieb               | 2 × Sternmotoren Pratt & Whitney R-4360-20A Startleistung 3.295 PS (ca. 2.420 kW) bei 2.700/min Dauerleistung 2.332 PS bei 2.550/min in 5.486 m Höhe 2 × Allison J33-A-10 mit 20.46 kN max. Standschub bei 11.750/min 17,35 kN Standschub bei 11.250/min |
| Höchstgeschwindigkeit | 615 km/h in 6.096 m Höhe bei 34.745 kg 446 km/h in 1.829 m Höhe bei 34.745 kg (ohne Strahltriebwerke) |
| Reichweite            | 4.556 km bei 307 km/h in 457 m Höhe und 11.431 kg Treibstoffzuladung |
| Besatzung             | 13 Mann (2 Piloten, Navigator, Funker, Radarbediener und Bediener für elektronische Gegenmaßnahmen) |
| Dienstgipfelhöhe      | 9.449 m Höhe bei 34.745 kg 5.334 m Höhe bei 34.745 kg (ohne Strahltriebwerke) |
| Treibstoffkapazität   | 12.729 l sowie 6.365 l in 4 Zusatztanks im Bombenschacht (AvGas 115/145) |
| Schmierstoffkapazität | 955 l für die Sternmotoren, 16 l für die Strahltriebwerke |
| Leermasse             | 23.915 kg |
| max. Landemasse       | 39.916 kg |
| max. Startmasse       | 41.954 kg (max. Lastvielfaches 2.25) |
| Bewaffnung            | je 2 × 20 mm (800 Schuss) Kanonen in Bug und Heckstand, 2 × 12,7 MG in Rückenturm (800 Schuss) |